# Курско-араксинска низија
Курско-араксинска низија (азер. Kür-Araz ovalığı) представља пространу алувијалну раван дуж доњих токова река Аракс и Кура у јужним и централним деловима Азербејџана, а западно од обала Каспијског језера. Дужина је око 250 км а ширина око 150 км, а димензије јој се константно повећавају услед интензивне ерозије издигнутијег тла у ивичним подручјима. Максимална надморска висина не прелази 200 м (у западним деловима) док су централни и источни делови испод нивоа светског мора. 
Низија је састављена од два физиолошки различита дела. Северни део уз долину Куре је знатно шири и нижи у односу на подрчје уз реку Аракс. Идући ка истоку низија постепено прелази у прикаспијску обалну равницу, док се на крајњем југоистоку наставља на Ленкоранску низију која се простире између језера и Талишких планина. Низијско земљиште се на северу простире све до обронака Великог Кавказа, на западу до Малог Кавказа, а на југу су Талишке планине. 
Низија је подељена на 5 мањих целина: Муганска, Миљска, Карабашка, Ширванска и Саљанска степа. 
Земљишни покривач је доста сиромашан, а доминирају пепељаста земљишта и ксерофитна полупустињска вегетација. У источним деловима има доста солотуша и мочвара (подземне воде су слане). Дно је прекривено маринским седиментима алувијалног и дилувијалног порекла, а доминирају глине, песак и шљунак. У источним деловима постоје велике залихе нафте. Уз обале река расту ређе шуме иве, тополе и бреста. 
Карактерише је топла и сува клима са врућим летима и оскудном количином падавина. Јулски температурни просек креће се између 25—28 °C, док је јануарски просек 1,3—3,6 °C. Просечна количина падавина креће се између 200 и 400 мм. Снежне падавине су реткост.
Земљиште је доста суво и потребно је обилно наводњавање за пољопривредну производњу. Широм низије су бројне плантаже нара, мандарина, трешања, вишања, персимона (или јапанске јабуке) и фејхое (или гуава ананаса; лат. Feijoa sellowiana). Узгаја се још и памук и винова лоза.